# Судан на Светском првенству у атлетици у дворани 2012.
Судан је учествовао на Светском првенству у атлетици у дворани 2012. одржаном у Истанбулу од 9. до 11. марта осми пут. Репрезентацију Судана представљала су два такмичара који су се такмичили у две дисциплине.
Судан није освојио ниједну медаљу нити остварен неки резултат.

## Учесници
Мушкарци:
- Рабат Јусиф — 400 м
- Исмаил Ахмед Исмаил — 800 м

## Резултати

### Мушкарци
| Атлетичар           | Дисциплина | Лични рекорд | Квалификација   | Квалификација | Полуфинале           | Полуфинале           | Финале               | Финале               | Детаљи |
| Атлетичар           | Дисциплина | Лични рекорд | Резултат        | Место         | Резултат             | Место                | Резултат             | Место                | Детаљи |
| ------------------- | ---------- | ------------ | --------------- | ------------- | -------------------- | -------------------- | -------------------- | -------------------- | ------ |
| Рабат Јусиф         | 400 м      | 46,24 НР     | 47,30 кв, Диск. | 4. у гр. 2    | Дисквалификован      | Дисквалификован      | Није се квалификовао | Није се квалификовао | ,      |
| Исмаил Ахмед Исмаил | 800 м      | 1:44.75 НР   | 1:50,72         | 3. у гр. 3    | Није се квалификовао | Није се квалификовао | Није се квалификовао | 17 / 32              |        |